# 和勝和
和勝和，簡稱「勝和」，源出於「和字頭派系」，是香港三合會犯罪組織。創立於1901年，早期是由新界圍村居民組成的鄉氏互助會，與元朗鄧氏、上水廖氏、新田文氏、粉嶺彭氏、上水侯氏及荃灣老圍村曾氏 100多年來乃是一體化密切關係。2010年後，「和勝和」與「新義安」和「14K」並稱香港三大黑幫。

## 勢力分佈
「和勝和」1901年發源於香港的九龍仔圍村。1930-1960年代的傳統勢力活躍於：新界圍村、荃灣、深水埗及油麻地。 1970-1980年代，活躍於當時新發展的新市鎮地區。包括：荃灣 、元朗、上水及粉嶺等。1990-2000年代，勢力一度衰退式微。2010年代，擴展至全香港各區。2023年時估算成員人數約有3萬人。
「和勝和」的海外勢力於1980年代開始發展，主要活躍在海外的唐人街及華人社區。包括英國的倫敦、曼徹斯特、格拉斯哥、伯明翰及利物浦；愛爾蘭的都柏林與科克。澳洲的墨爾本 。從事販賣毒品、假貨走私、地下賭場及勒索保護費等活動。 

## 投票選坐館
「和勝和」的掌權人物「坐館/龍頭(行政）」及「揸數(財政）」定期由幫會內選舉產生，而不是世襲制。傳統上設有60個「叔父」席位，擁有每屆投票選出一個「坐館」及一個「揸數」的權利。「坐館」卸任後將成為「叔父」，然而現今已無明確的60位「叔父」名單。原本，「和勝和」的坐館任期為兩年，每屆選舉由前一年年底開始，歷時一年。參選人需在此期間向有投票權的元老及前任坐館爭取支持，提供各種利益，並於翌年年底正式上任。
自2006年起，「坐館」任期由兩年延長至三年，打破以往傳統。綽號「崩嘴斌」成功當選，成為首位任期三年的坐館，據稱他也是此制度變革的推動者。延長任期僅一年，旨在保留民主選舉的權力制衡機制與各派勢力的平衡，同時減少兩年一次的頻繁選舉帶來的內部衝突，為新任者提供更穩定的發展期，促進社團黑幫業務集團化。

## 歷史背景

### 創立堂口
「和勝和」前身是「勝和堂」，創立於1901年，成立於香港的九龍仔村 ，一條東莞藉客家人小圍村。本來是「勝和村同鄉會」（東莞市南城區勝和村同鄉會），後來吸納九龍仔及深水埗工作的客家人及圍頭人，組成「勝和堂」。
1909年，廣東洪門天寶山的「黑骨仁」來港建立堂口，見香港幫會數目眾多，但各幫派欠缺組織，遂提議統合香港數十個幫會，並傳授洪門幫規，建立秩序，促進和平共存。為彰顯「以和為貴」，各堂口在名稱前均加上一個「和」字，組成「和字頭派系」三合會聯盟。因此「勝和堂」加入結盟後，改名為「和勝和」，歸屬老資歷的幫會「和合圖」旗下。這標誌著「勝和堂」正式由同鄉會轉型成三合會秘密結社，也體現了它與天地會洪門的淵源。
1925年，發生省港大罷工，失業人士助長黑幫擴大，「和勝和」藉此急速擴張，吸納九龍區的失業工人，從一個數百人的小堂口壯大而成為千多名會員的堂口。

### 脫離和字頭，堂口分裂

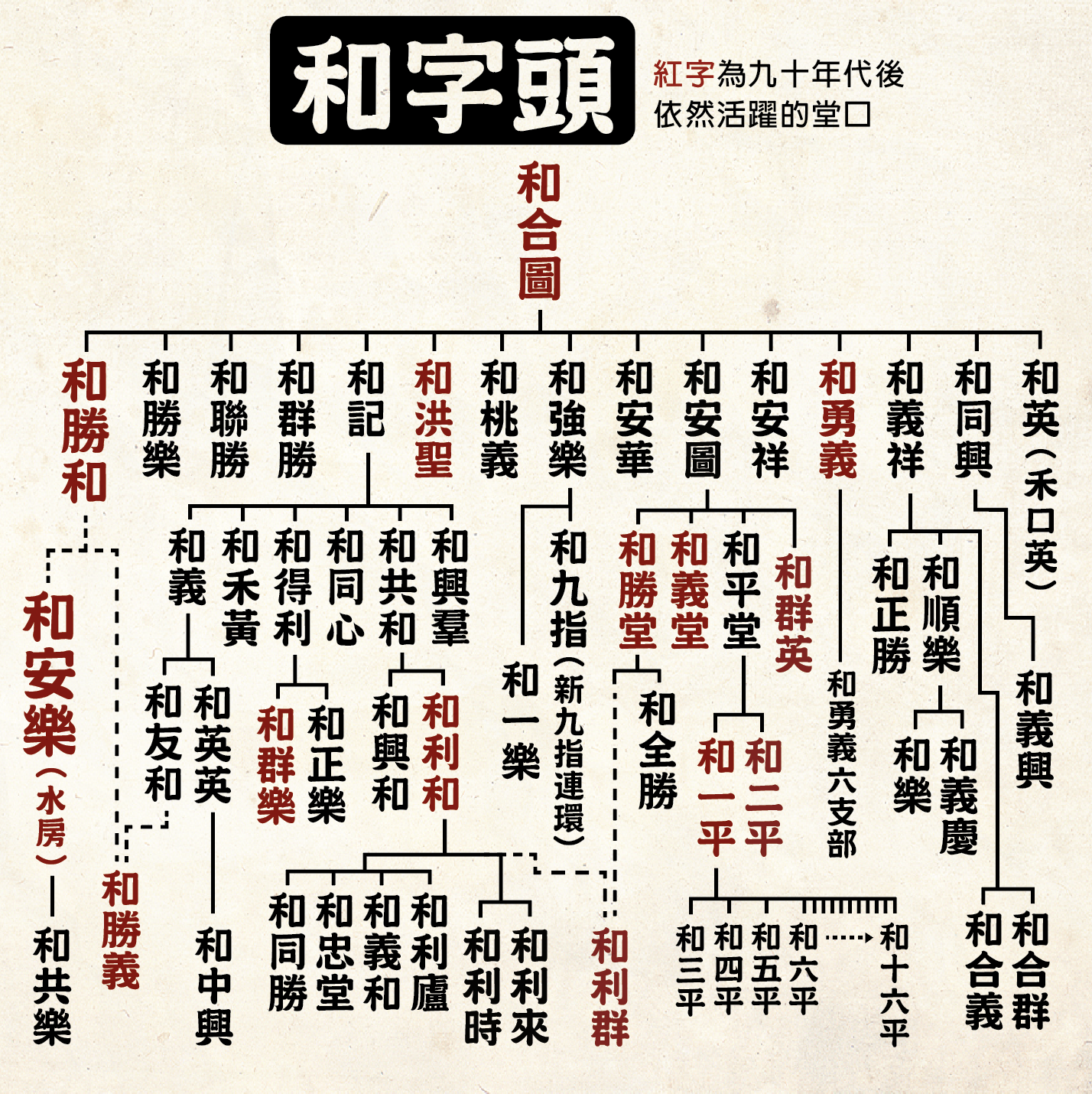
和字頭幫派譜系表

1930年，「和勝和」與其他「和字頭派系」因勢力分配的分歧而內鬥，其後脫離「和合圖」，自立門戶，由馬騮王任職坐館，開拓九龍區堂口。
1934年，「和勝和」內部勢力膨脹，導致其下一個分支「和安樂（水房）」宣布脫離，擴張後的「和安樂」勢力壓過「和勝和」，並改革組織吸引其他堂口「過底」加入，成為當時和字頭派系三十多個堂口中最強的一支。1930至1950年代，「和安樂」發展成香港最大的幫會，會員數以萬計，勢力遍布全香港。而「和勝和」則是數千會員的中型幫會。
以四邑人為主的「和安樂」脫離後，「和勝和」則變回以客家人與圍頭人（佘佬）為主的堂口，故1980前也被俗稱為佘幫或客家幫。「和勝和」與 香港原居民圍村氏族關係密切。包括：元朗鄧氏、上水廖氏、新田文氏、粉嶺彭氏、上水侯氏及荃灣老圍村曾氏。

### 回歸和字頭，團結抗敵
1949年，國共內戰結束後，國民政府退守台灣，並資助移師香港的洪門幫會「14K」與「新義安」進行打擊共產黨的情報活動。兩幫依靠國民黨的資源與軍統式管理迅速冒起，原有的本地幫會，如「和字頭派系」、「四大公司派系」及「粵東派系」等，皆受到外來兩大幫的挑戰。
1956年，「和字頭派系」為了重新團結，對抗新崛起的敵對幫派，「和安樂（水房）」堂主黃老潤被推舉為「和字頭」總坐館，負責統合聯盟，仲裁堂口之間的紛爭，並簡化了召收幫員的儀式及門檻，以便吸納更多幫員。「和勝和」亦再團結於「和字頭」聯盟旗下。

### 「打蛇」行動
1961-1962年，中共推行大躍進導致三年大饑荒，數百萬民眾逃亡至香港，引發逃港潮，令新界北部治安惡化。部分新界原居民支持驅逐難民，而有些紮根新界的「和勝和」成員則參與被稱為「打蛇」的行動，擄掠逃港難民，斬殺，甚至對女性強姦、販賣少女人口從事性交易。

### 開發新市鎮，令新界「和勝和」崛起
1970年代，港英政府為發展新市鎮，推行「小型屋宇(丁屋)政策」，允許年滿18歲的新界男性原居民（男丁）擁有丁屋土地並可賣出丁權，以換取原居民支持。同時，向新界鄉紳提供政府收地的土地賠償，使圍村氏族暴富。這促使由圍村氏族組成的「和勝和」三合會勢力壯大，並投資於各類生意，包括非法賭檔、賣淫及販毒活動。剛落成的荃灣新市鎮隨之成為「和勝和」的傳統根據地之一。同期，𡃁榮於上水丶粉嶺一帶廣收會員，壯大「和勝和」新界北的勢力。
1973年，「和勝和」在澳門新新旅館舉行最後一次傳統洪門「開壇」儀式，有42人紮職，當場全體人員均被警方拘捕。此後，從警方陸續公布的拘捕行動可見，社團的入會儀式逐漸簡化。警方當年亦曾表示，「和勝和」在香港的會員總數一度超過20萬人。
1974年，「廉政公署」成立，大力掃除大量貪腐收賄的警員，打擊黑幫。到1977年後，據香港反黑組的統計，「和勝和」會員人數下降至約1萬1千人。

### 發展國際毒品網絡
1960-1970年代，「14K」及「和安樂」領導的製毒集團，與曼谷「飛虎堂」及日本「山下幫」結盟，組織國際毒品交易網絡。並交由「和勝和」、「和利和」、「和勇義」作毒品分銷。他們的主要犯罪活動包括從泰國進口嗎啡原材料，在香港製作海洛因及興奮劑，並透過秘密郵遞走私到海外的堂口，售賣到亞洲及歐洲各地，藉此牟取暴利。
1974至1977年間，廉政公署成立後聯同反黑組大力掃蕩黑幫勢力，針對以「福義興」與「新義安」為代表的潮州幫，以及當時和字頭中最具規模的「和安樂（水房）」。該期間，多名幫派頭目遭拘捕或潛逃海外，導致勢力迅速衰退。趁著其他幫派元氣大傷，「和勝和」在七十年代末迅速擴張勢力，積極奪取對手的地盤。當中兩名少年「紅棍」迅速崛起，一人綽號「多搞作」的「肥晞」，另一人為「廸衡」，兩人各自領有上萬人馬，勢力範圍由深水埗及荃灣延伸至九龍及新界多區，地位足以撼動「和安樂」及潮州幫的勢力。

### 爭奪新市鎮地盤，失勢後衰退
80年代初，隨著香港政府陸續發展元朗、大埔及屯門等新市鎮，新界的青年人口大增，使原本以圍村為基地的「和勝和」勢力日漸壯大。當中兩名頭目逐漸冒起，分別是「大佬原」（本名黃暢英）與「大哥成」（本名譚成）。1981年，兩人因利益問題爆發內訌，雙方各自召集數千名成員爆發激烈衝突。事件鬧大後，由時任警司「江青鐵」出面調停，協助劃分勢力範圍。事後，「江青鐵」及兩位頭目均成為警方與廉政公署的重點調查對象。
經此一內訌衝突後，取得「和勝和」領導地位的「大哥成」低調行事幾十年。而「大佬原」則於1982年伙同「馬德」轉投「新義安」，並創下香港開埠以來最高轉會費，「大佬原」轉會後就是江湖人稱「新義安尖東之虎」的「黃俊」；「新義安」伺機從「和勝和」手中巧奪大埔、屯門兩區，並在當地穩固勢力多年。
自此之後，失去新界重要地盤的「和勝和」在1982至2000年間勢力明顯式微，進入長時間的低潮期。同期，隨著「和字頭派系」、「福義興」及「四大公司派系」衰退，香港黑幫格局逐漸轉變，八九十年代成為「14K」與「新義安」兩大幫會鼎盛的時代。

### 黑幫式微，「和勝和」再次壯大
1997年香港主權移交前後，兩大親國民黨的社團「新義安」與「14K」的頭目先後被中共召安，轉向中國大陸發展。隨著兩大幫派勢力轉弱，令「和勝和」得以再崛起。
而且九十年代未，「新義安」的重要人物相繼身亡、退休或入獄，導致人才流失；同時，「14K」的龍頭「太子」則專注於經營丁屋發展，旗下各「字堆」勢力分散，各自為政。進入2000年代，「和勝和」迎來變局，其巨頭「崩鼻喪」離世後，其十三名門生「勝和十三友」立誓團結對外，利用其於新界北區——包括上水、粉嶺及元朗——的地盤優勢，積極涉足中港軟性毒品市場、走私手機與電子零件、偷車等跨境犯罪活動，勢力於短短十年間迅速壯大。在此消彼長的形勢下，「和勝和」逐漸擴展，並開始挑戰「新義安」與「14K」在香港的主導地位。

### 小巴線保護費
從2006年至2010年代，「和勝和」控制了三條紅色小巴路線，並向30名司機每年勒收至少1,400萬港元的保護費。警方指出，前幫派話事人「崩口斌」是經營荃灣—觀塘路線的組織首領，他於2010年3月21日因涉及該勒索計劃被捕，隨後獲保釋。在每條路線上，大約30名司機每月須向「和勝和」繳交至少1萬港元的「保護費」，作為交換，「和勝和」確保沒有其他司機能夠在這些路線上營運，使這些司機每月能夠賺取1萬至2萬港元的收入。
此外，另有兩條連接荃灣與九龍東的小巴路線（荃灣—慈雲山線及荃灣—油塘線）則由另一名「和勝和」首領所控制。

### 和勝和南亞幫冒起
2010年代，不少香港的南亞裔人士加入「和勝和」，其中南亞幫派的知名頭目是「巴基明」及其門生「老虎仔」。
「勝和南亞幫」人蛇集團以巴基斯坦裔「老虎仔」為首，透過陸路及水路偷運南亞假難民來港，並操控黑工市場。該集團於2016年運作半年內，已偷運逾千人來港，收取每名人蛇三萬至五萬港元，涉及金額接近億元。人蛇通常先透過合法航班進入中國，再經深圳偷渡來香港，陸路方法包括爬山及攀爬鐵絲網，水路則乘坐機動舢舨於深夜或凌晨時分偷渡，風險極高。
2016年3月，香港警方聯同中國執法部門展開「峻嶺」行動，成功拘捕「勝和南亞幫」人蛇集團109人，包括44名香港疑犯及多名骨幹成員，並檢獲毒品、現金及偷渡工具。同年4月，「和勝和」內部爆發內訌，「南亞兵頭」巴基明在土瓜灣遭7名南亞大漢伏擊重傷，顯示該幫派內部矛盾激化。至2024年，南亞幫依然是「和勝和」中活躍的派系。

## 近代事件

### 記者劉進圖刺殺案
2014年，警方懷疑「和勝和」涉及對記者劉進圖的殘忍刺殺案。劉進圖因敢言報導中國問題，揭露習近平、溫家寶等中共領導透過開設離岸公司進行逃稅、洗黑錢等財經活動。2014年1月遭《明報》撤職，2月23日，數千香港市民曾因此事上街聲援新聞自由。2月26日，行兇者乘坐在粉嶺偷來的電單車，在劉身後刺傷其身體。

### 元朗「7‧21」襲擊事件
2019年7月21日，「和勝和」成員參與「7‧21」元朗襲擊事件，有組織地手持武器無差別襲擊民眾以及反修例運動示威者。事件導致45人受傷、其中1人重傷危殆，警察當天卻沒有對他們進行拘捕。一年後，累計有61人因涉及襲擊事件而被捕，部分參與者有「和勝和」及「十四K」黑幫背景。

### 坐館「寸哥」涉三合會罪名被判刑
「和勝和」時任坐館張仲榮（綽號「寸哥」）於2016至2017年間被警方臥底調查，派臥底滲入黑幫搜集罪證，期間臥底曾被帶往參與上香儀式，「寸哥」涉嫌聲稱三合會幹事、以三合會成員身份行事等罪名。案件歷經多次延期，最終於2022年裁決，張仲榮被判監禁2年8個月20日。

### 中環槍擊案，新義安火拼和勝和
2022年10月，中環雲咸街凌晨爆發黑幫火拼，涉及「新義安」與「和勝和」南亞幫。多名刀手駕車伏擊一輛銀色七人車，遇襲一方開槍還擊，導致施襲方3名南亞男子受傷，其中兩人傷勢危殆及嚴重。警方調查指案件與黑幫生意糾紛及地盤利益爭奪有關，可能涉及毒品交易及非法賭檔經營。

### 騙取學生會公款案
2024年，香港浸會大學學生會爆出串謀行騙案。3人被捕，涉訛稱舉辦活動，挪用學生會逾130萬元公款。涉案者分別為20歲學生會財務委員，23歲女主席及其27歲同居男友。據了解，同居男友有黑社會「和勝和」背景，疑為騙案主腦，報稱職業麻雀館職員。

### 黑幫入會儀式被警方破獲
2025年，警方在通州街橋底發現和勝和舉行傳統入會儀式，設有祭壇、黃紙及刀具等物品。儀式由一名資深會員主持，並有兩名14K成員「過底」加入和勝和。警方形容此類傳統儀式近年非常罕見。

## 海外分支
「和勝和」在八十年代隨香港移民潮，擴展勢力到海外，主要活躍在當地的唐人街及華人社區。

### 英國
「和勝和」於1985年進駐英國，至2010年是英國最大的華人黑幫組織，在倫敦、曼徹斯特、格拉斯哥、伯明翰及利物浦等地活動，涉及毒品、假貨走私及勒索保護費等犯罪。1985年，「和勝和」因盗版華語錄影帶市場與「和安樂」發生糾紛，導致格拉斯哥商人斬殺案。2003年，「和勝和」與「14K」因保護費問題爆發衝突。在格拉斯哥Sauchiehall Street的龍鳯酒樓外持開山刀伏擊「14K」成員。2007年，在倫敦的Carshalton，四名成員因不滿毒販米高麥瓜夫（Michael McGrath）私吞毒品，將他活活打死，四人於2008年被判謀殺罪成。2010年，曼徹斯特唐人街發生30人大型街頭械鬥，其中四名疑為「和勝和」成員因公眾暴亂罪被定罪，顯示黑幫在英國的持續影響力。

### 愛爾蘭
「和勝和」活躍於都柏林與科克。八十年代，隨著大量中餐館開業，三合會在當地站穩陣腳。2011年，《愛爾蘭獨立報》披露的外交電報顯示，愛爾蘭警方（Garda Síochána）掌握了「和勝和」與「14K」在該國的犯罪活動情報，包括拐賣婦孺強迫賣淫、經營賭場及洗黑錢，並與蘇格蘭「和勝和」堂口有聯繫。2002年，四名自稱「和勝和」成員者因涉及襲擊與搶劫被驅逐出境。 2009年，警方在利特里姆郡的Drumshanbo破獲兩處大麻種植場，逮捕八名嫌疑人，其中包括一名幫派高層。 2012年，警方在全國236處地點展開突擊行動，逮捕113名主要來自中國與越南的嫌犯，他們被控種植、走私及販售大麻，並疑似受英國「和勝和」幫派頭目指揮。

### 荷蘭及比利時
1970年代，「和勝和」在鹿特丹和安特衛普設立分支，參與毒品、非法賭博、販賣人口及非法移民中轉，曾與14K爭奪阿姆斯特丹毒品市場。並在法國與阿爾巴尼亞、土耳其幫派合作販運金三角海洛因。

### 加拿大
1990年，「和勝和」在多倫多設立分部，後來涉及來自香港及澳門的可卡因交易，堂口領袖 Ding Wong 被殺後，勢力被其他幫派取代，堂口無人接管。

### 澳洲
1992年，維多利亞州警方報告顯示，「和勝和」在墨爾本從事海洛因進口、非法賭博、性交易、勒索、偷渡與洗錢。

### 南非
1985年進入約翰內斯堡與開普敦，涉足詐騙、毒品、軍火、人口販運及非法鮑魚出口。

## 參閲
- 和字頭派系
- 和勝和人物列表
- 元朗襲擊事件